# Les Thuiles
Les Thuiles – miejscowość i gmina we Francji, w regionie Prowansja-Alpy-Lazurowe Wybrzeże, w departamencie Alpy Górnej Prowansji.

## Demografia
Według danych na rok 1990 gminę zamieszkiwały 274 osoby, a gęstość zaludnienia wynosiła 8 osób/km². W styczniu 2015 r. Les Thuiles zamieszkiwało 381 osób, przy gęstości zaludnienia wynoszącej 11,1 osób/km².